# Simfonia núm. 2 (Tippett)
La Simfonia núm. 2 de Michael Tippett va ser composta entre 1956 i 1957 i estrenada per la BBC Symphony Orchestra, al Royal Festival Hall de Londres el 5 de febrer de 1958, dirigida per Adrian Boult.

## Instrumentació
La simfonia està escrita per a 2 flautes (ambdues doblant piccolo), 2 oboès, 2 clarinets en la, 2 fagots, 4 trompes, 2 trompetes, 3 trombons, tuba, timbales, percussió (1 músic): bombo, bombo, Plats, arpa, piano (doblament de Celeste) i cordes.

## Forma
La simfonia consta de quatre moviments, marcats de la següent manera:
- 1. Allegro vigoroso
- 2. Adagio molto e tranquillo
- 3. Presto veloce
- 4. Allegro moderato

## Història
En un assaig perspicaç que acompanya la primera gravació de l'obra, Tippett escriu:
Quan estava acabant The Midsummer Marriage, estava assegut un dia en un petit estudi de Radio Lugano, mirant el llac il·luminat pel sol, escoltant cintes de Vivaldi. Uns do de violoncel i baix, tal com els recordo, em van llançar de sobte del món de Vivaldi al meu, i van marcar el moment exacte de la concepció de la 2a simfonia. Els do de Vivaldi van agafar una mena de qualitat arquetípica com per dir: aquí és per on hem de començar. La 2a simfonia comença d'aquesta manera arquetípica, tot i que els do meus ja no són de Vivaldi. De seguida, les trompes en quintes amb fa sostingut allunyen l'orella del do. Crec que no sentim mai les do's que indiquen clàssicament la tonalitat de do. Només les escoltem com a base, o terra sobre la qual podem construir, o des del qual podem enlairar-nos en vol. Quan torna el do al final de la Simfonia, ens sentim satisfets i el treball acabat, tot i que l'acord final que està dirigit a "deixar vibrar a l'aire", s'acumula a partir del do baix així: do16 do8 sol do4 re2 la do# mi.

Van passar uns anys després de l'incident de Lugano abans que estigués preparat per començar la composició. Mentre s'escrivien altres obres, reflexionava i preparava l'estructura de la Simfonia: una sonata dramàtica allegro; un moviment lent en forma de cançó; un scherzo en forma de mirall en ritme additiu; una fantasia per a un final. A part del record més aviat borrós dels do de Vivaldi, no vaig escriure cap tema ni motiu durant aquest període. Prefereixo inventar la forma de l'obra amb el més gran detall possible abans d'inventar qualsevol so. Però a mesura que la invenció formal avança, les textures, les velocitats, la dinàmica, formen part del procés formal. De manera que un s'acosta cada cop més al propi so fins al moment en què la presa es trenca i la música de les barres d'obertura s'aboca sobre el paper. Quan vaig arribar a aquest moment de la Simfònica, la BBC va encarregar la peça per al 10è aniversari del Tercer Programa, però en aquest cas vaig arribar amb un any de retard. Va ser interpretada per primera vegada al Royal Festival Hall de Londres el febrer de 1958 i dirigida per Adrian Boult.
La Segona Simfonia media l'accessibilitat amb enfocaments radicals de la construcció simfònica, i representa tant un compendi dels seus èxits passats com un trampolí per als futurs. La combinació va ser un resultat directe de canviar la seva conceptualització de la forma simfònica lluny dels models històrics cap a un enfocament més subjectiu. El seu cicle creatiu va donar lloc a una de les composicions més accessibles de Tippett, mentre que la re-conceptualització de la forma va ser la base de la divisió arquetípica que va funcionar com a font dels seus dissenys més originals i innovadors. El canvi radical d'estil de Tippett no es va produir fins dos anys després d'haver completat la Simfonia, i s'associa més habitualment amb King Priam (1958–61) i la Segona Sonata per a piano (1962), però la gènesi d'aquest canvi es va produir durant el període en què ell concebia la Simfonia, i els seus esbossos estan plens de les tècniques naixents que vindrien a definir un nou període.
L'estrena de la Simfònica, a càrrec de la BBC Symphony Orchestra, al Royal Festival Hall el 5 de febrer de 1958, dirigida per Adrian Boult, va ser notòriament un desastre. Ni l'orquestra ni el director van ser considerats ideals per a l'obra. A la dècada de 1930, els primers anys de la BBCSO, havia estat considerada com una de les millors orquestres del país, i Boult com un magnífic director; eren famosos sobretot per les seves interpretacions de música nova. Després de la guerra, però, es va acceptar generalment que la BBCSO havia disminuït la qualitat i, en particular, que era menys experta en la nova música. Boult, per la seva banda, s'acostava ara als 70, i es tornava conservador en el seu repertori; havia estat molt per sota de la llista de directors preferits per a la vetllada.

## Anàlisi musical
La simfonia és considerada per alguns escriptors com una obra de transició, marcant un canvi de l'abundant lirisme d'obres com l'⁣òpera The Midsummer Marriage i la <i>Corelli Fantasia</i> a un estil més tens i auster com el representa l'òpera King Priam. i la segona Sonata per a piano de 1962. En aquestes obres, l'empenta cap endavant de la sonata clàssica allegro és substituïda per una nova fragmentació utilitzant la juxtaposició de blocs de material fortament contrastats. Un altre canvi diferent és l'augment de l'ús de la politonalitat i l'harmonia no tonal⁣: l'acord de do referit a l'article anterior n'és un clar exemple, que consisteix en una compressió dels acords de do, re i la en una alineació vertical.

Aquí teniu la descripció de l'obra de Tippett:
Una de les qüestions vitals a decidir en el període de gestació abans de la composició, és la durada total; i després el tipus de proporcions que millor s'ajusten a aquesta longitud. La Simfonia dura uns 35 minuts i els seus quatre moviments són tolerablement iguals, tot i que el moviment lent és una mica més llarg que els altres. Per tant, no és una obra rapsòdica llarga i filada, sinó una obra dramàtica breu i concentrada. I aquesta concentració, fins i tot compressió, queda clara des del primer moment.</br>
La sonata d'obertura Allegro fa grans gestos dramàtics per sobre dels cops i els dos d'obertura, i és conduïda i mai no deambula. Es divideix en parts força iguals: enunciat, primer argument, re-enunciat, segon argument i coda. la qualitat lírica del moviment lent s'accentua presentant la "cançó" de la forma de la cançó (després d'una breu introducció) primer en violoncels dividits i més tard en violins dividits. Entremig hi ha un passatge llarg i igual de líric per a tot el cos de la corda. El vent-fusta i el metall acompanyen les "cançons" amb acords semblants a grups decorats amb arpa i piano. El moviment acaba amb una petita coda per a les quatre trompes, un so que recordava la 'Sonata per a quatre trompes' que ja havia escrit.</br> L'scherzo està totalment en ritme additiu. El ritme additiu vol dir simplement que els ritmes curts de dues corxeres i els llargs de tres corxeres s'agreguen indefinidament en un flux continu de ritmes desiguals. El moviment s'ha anomenat "estructura additiva", que crec que ho descriu molt bé. En el punt central, els ritmes llargs i pesants es contrasten amb els ritmes curts lleugers en una mena de tour de force de desigualtat que s'emet en un clímax de so amb trompetes brillante en primer pla. Aleshores, el moviment es desenrotlla, a través d'un passatge semblant a una cadenza per a piano i arpa sols fins al final.</br>

 El final és una fantasia en què les seves quatre seccions no es relacionen entre si, com les quatre seccions de la sonata allegro del primer moviment, sinó que segueixen el seu camí. La secció 1 és breu i totalment introductòria; la secció 2 és la més llarga i és un conjunt molt unit de variacions sobre un ostinato; La secció 3 és una melodia molt llarga que comença a dalt dels violins i va a la meitat dels violoncels que porten la línia fins a la seva nota més baixa, el do del do putejant original; La secció 4 és una coda de cinc gestos de comiat.